# Gråsten (Ærø)
 For alternative betydninger, se Gråsten. (Se også artikler, som begynder med Gråsten)
Hovedgården "Gråsten", på Ærø, var en hertugelig gård med flere bygninger. Området benævnes stadig i nutiden matrikulært "Gråsten by". Gråsten var inden stavnbåndets ophævelse administrationsenheden for Graasten Amt på Ærø.
Hertug Hans den Yngre overtog Ærø i 1564 og oprettede tre hovedgårde: Gråsten, Søbygård og Gudsgave Her residerede bl.a. hertug Christian.
Efter hertug Christians død i 1633 blev Ærø opdelt ligeligt i fire dele, som ved lodtrækning blev delt mellem de tre overlevende sønner af Hans den Yngre og deres afdøde broder Alexanders børn. Herregården Guds Gave i Marstal tilfaldt hertug Hans Christian af Sønderborg, Søbygård tilfaldt hertug Joachim Ernst af Plön, mens Ærøskøbing med Voderup gik til Philip af Slesvig-Holsten-Sønderborg-Glücksborg. Endelig tilfaldt Gråsten hertug Frederik af Slesvig-Holsten-Sønderborg-Nordborg, men han solgte hurtigt sin part til hertug Philip af Glücksburg, således at Glücksburgerne blev de førende godejere på øen. Hertug Philip indrettede herregården "Købinghof" i Ærøskøbing som administrativt centrum for sine besiddelser på Ærø.
I 1750 samlede den danske konge Frederik den 5. Ærø under det danske kongerige i hans egenskab som hertug af Slesvig og Holsten. Herefter udstykkedes alle marker fra Gråsten på en auktion og bygningerne blev senere nedrevet. Gravendal er den største matrikel fra Gråsten. Alle bøndergårdene i Eske, Helle, Kallehave, Vejsnæs og Skovbrynke udgjorde overvejende marker fra Graasten. Derfor står de gamle hertugelige skel og stendiger næsten urørte og landskabet er kulturhistorisk bevaringsværdigt. Hele området afgrænses stadigt naturligt af det store gamle hertugelige stendige.
1767 blev ca. 1750 tønder land drevet af de 4 ærøske godser gennem hoveripligten. Staten overtog jorden i 1767 og solgte jorden i småparceller på nær et par større gårde. Disse jordlodder kunne lejes af lokalbefolkningen, således at forstå at de blev solgt mod en årlig afgift – en form for afbetaling. 1767 blev godserne Gråsten og Voderup nedlagt og solgt, og gårdene nedrevet. Samme år nedbrændt godset Gudsgave, og jorden udstykkedes 1768. 1772 fulgte endelig Søbygård med.
Ejerforholdene til de to andre hertugelige dele af Ærø, Søbygård og Gudsgave er komplicerede. Søbygård blev i den plønske hertugfamilies eje i de næste 100 år, inden slægten uddøde. Gudsgave var i perioder i gottorpernes besiddelse, blev senere konfiskeret af den danske konge og senere i 1684 overdraget hertug August af Slesvig-Holsten-Sønderborg-Nordborg.
Ved siden af Gråsten ligger også i nutiden gården Gravendal opført i 1769. 1857 brændte den firelængede gård, og blev genopført året efter, som en trelænget gård i slesvigsk stil. Gården er 1800-tallets største landbrugsbyggeri på Ærø. Byggestilen er markant anderledes end samtidige gårde på Ærø. Gården må derfor anses for at være bevaringsværdig. Gravendal ligger på den ærøske højderyg og er offentligt tilgængelig, med udsigt til Sydfynske Øhav, Østersøen, Als, Tyskland, Langeland, Tåsinge, Fyn, samt til det store inddæmmede engområde Gråsten Nor.
I 1977 blev stuehuset moderniseret og i 1984 bygges ny tilbygning til det eksisterende stuehus.
Der har tidligere været mælkekvæg på gården men efter 1993 om der kødkvæg ind i staldene.
Fra 1987 indtil 2014 var der bed & breakfast hvor gæster kom fra hele verden. I 1997 købes der jord og bygninger fra Tornhave og i 2012 oprettes gårdbutik med salg af egne okskødsprodukter.
 Der er for få eller ingen kildehenvisninger i denne artikel, hvilket er et problem. Du kan hjælpe ved at angive troværdige kilder til de påstande, som fremføres i artiklen.

54°50′12″N 10°26′30″Ø / 54.8367°N 10.4417°Ø
|  | Denne artikel om lokaliteten Gråsten (Ærø) kan blive bedre, hvis der indsættes et (bedre) billede. Du kan hjælpe ved at afsøge Wikimedia Commons for et passende billede eller lægge et op på Wikimedia Commons med en af de tilladte licenser og indsætte det i artiklen. |